# فاروق جبرة
فاروق جبرة الدود سلطان لاعب ومدرب كرة قدم سوداني، لعب سابقاً في مركز الدفاع لناديي حي العرب والمريخ بالإضافة إلى منتخب السودان لكرة القدم. ويشغل حالياً منصب المدير الفني لمنتخب السودان لكرة القدم للسيدات.

## الإنجازات

### مع المريخ
- الدوري السوداني الممتاز (4): 1997، 2000، 2001، 2002.
- كأس السودان (2): 2001، 2005.

## وصلات خارجية
فاروق جبرة على موقع قاعدة بيانات كرة القدم.إي يو (الإنجليزية)